# 社会人学生
社会人学生（しゃかいじんがくせい）とは、社会人として生活している者が学生として大学（短期大学を含む）などに入学すること。
かつては勤労学生として理解されてきたが、近年では社会人のスキル向上やその他の理由で入学するケースが増えており、国（文部科学省・厚生労働省）や大学も人生100年時代やリカレント教育の観点から社会人の入学を推進しているが、就職難により日本企業などからは倦厭されているのが現実である。
学部への入学だけではなく、社会人院生として大学院（修士、博士、専門職学位課程）への進学も活発となっている。ただし、通学課程や一般大学の通信制課程への学部入学や編入学には、高等学校卒業者・高等学校卒業程度認定試験合格者・短期大学士・準学士・専門士、大学院入学には学士の学位または高度専門士を取得した者あるいは前述と同程度の資格が必要となる。また、幅広く入学志願者を集める放送大学では、生涯学習としての意図から別段の入学資格基準が設けられている。
文部科学省の制度改革により、2004年からは高度専門職業人育成を掲げた専門職大学院（専門職大学院設置基準に明文化されていない課程として、主に教職・MBA・公共経営課程など）あるいは、同設置基準に明文化された法科大学院・会計大学院が、既存の大学ないしは構造改革特区を活用した株式会社立大学によって開課されている。ほとんどは就労者でも修学し易いように、平日夜間や土曜日を中心とした時間帯（夜間開講・昼夜開講）で講義が行われている傾向がある。ただし法科大学院・会計職大学院は、講義時間の多さなどから平日の昼間に講義を行う傾向があり、就業者向けに考慮されていない。